# Скарлатешти (Бузау)
Скарлатешти (рум. Scărlătești) насеље је у Румунији у округу Бузау у општини Ларгу. Oпштина се налази на надморској висини од 48 m.

## Становништво
Према подацима из 2002. године у насељу је живело 154 становника, од којих су сви румунске националности.